# بهشت أباد شريف (بمبور الغربي)
بهشت أباد شریف (بالفارسية: بهشت‌آباد شریف) هي قرية تقع في إيران في قسم بمبور الغربي الريفي. يقدر عدد سكانها بـ 0 نسمة بحسب إحصاء 2016.